# Zlatko Kesler

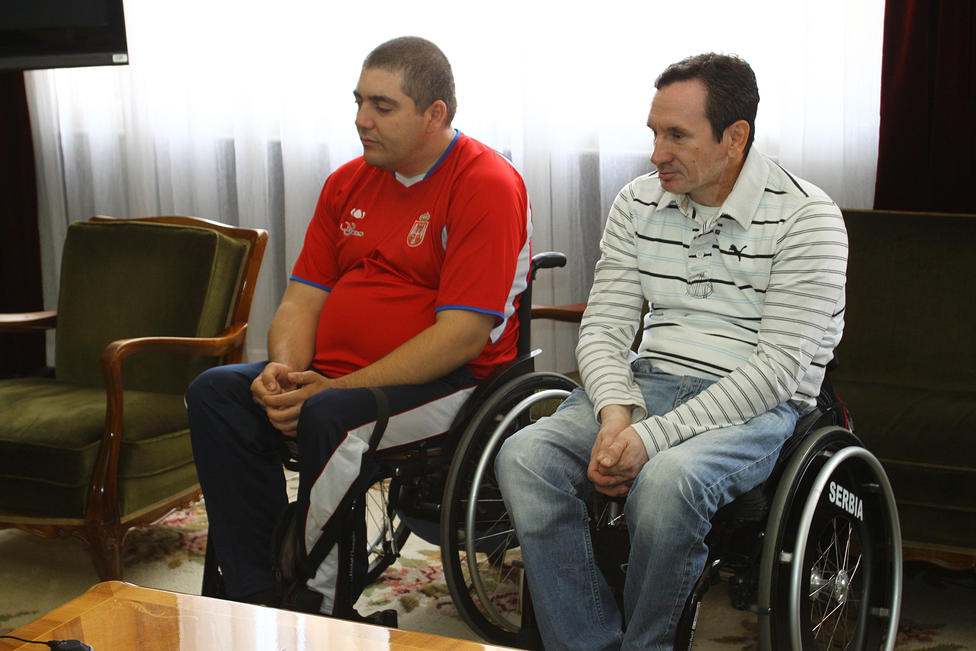
Zlatko Kesler (rechts)

Zlatko Kesler (serbisch Златко Кеслер, * 17. März 1960) ist ein serbischer Sportler.
Kesler ist ein seit Jahren erfolgreicher Tischtennisspieler im Rollstuhl. Er hat bei insgesamt sechs Paralympischen Turnieren teilgenommen und dabei vier Medaillen gewonnen. Einmal Gold (1996), einmal Silber (2000) und zweimal Bronze (1992, 2004). Bei den Sommer-Paralympics 2008 in Peking trug er die Fahne bei der Eröffnungsfeier und nahm beim Tischtennis Klasse 3 teil, konnte sich jedoch nicht für das Finale qualifizieren.
Auch bei den Sommer-Paralympics 2012 in London gehörte Kesler zum Kader des serbischen Teams.